# Potulice
Pour les articles homonymes, voir Potulice (homonymie).
Potulice (en allemand : Potulitz), également Kantów, est un village du gmina de Nakło nad Notecią, dans le powiat de Nakło nad Notecią, voïvodie de Couïavie-Poméranie, en Pologne centrale.

## Géographie
Le village se trouve à environ 7 km au sud-est de Nakło nad Notecią et 22 km à l'ouest de Bydgoszcz.

## Histoire

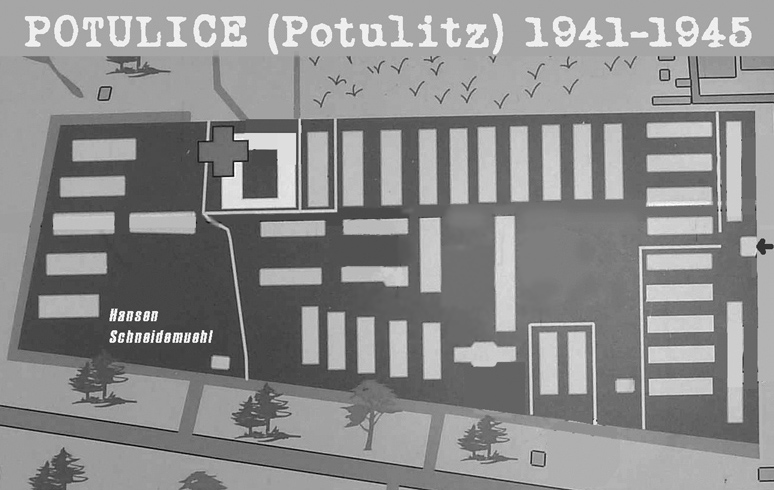
Plan du camp de Potulitz après l'extension de 1941.

Avant 1793, la zone faisait partie du Royaume de Pologne, puis durant la période 1794-1918 au Royaume de Prusse, pour redevenir polonaise au sein de la deuxième république polonaise après la Première Guerre mondiale.
Le village est notamment connu pour avoir abrité le camp de concentration de Potulitz allemand Lebrechtsdorf durant la Seconde Guerre mondiale.

## Démographie
La population s'élève à environ 2 100 habitants.